# ATP San José

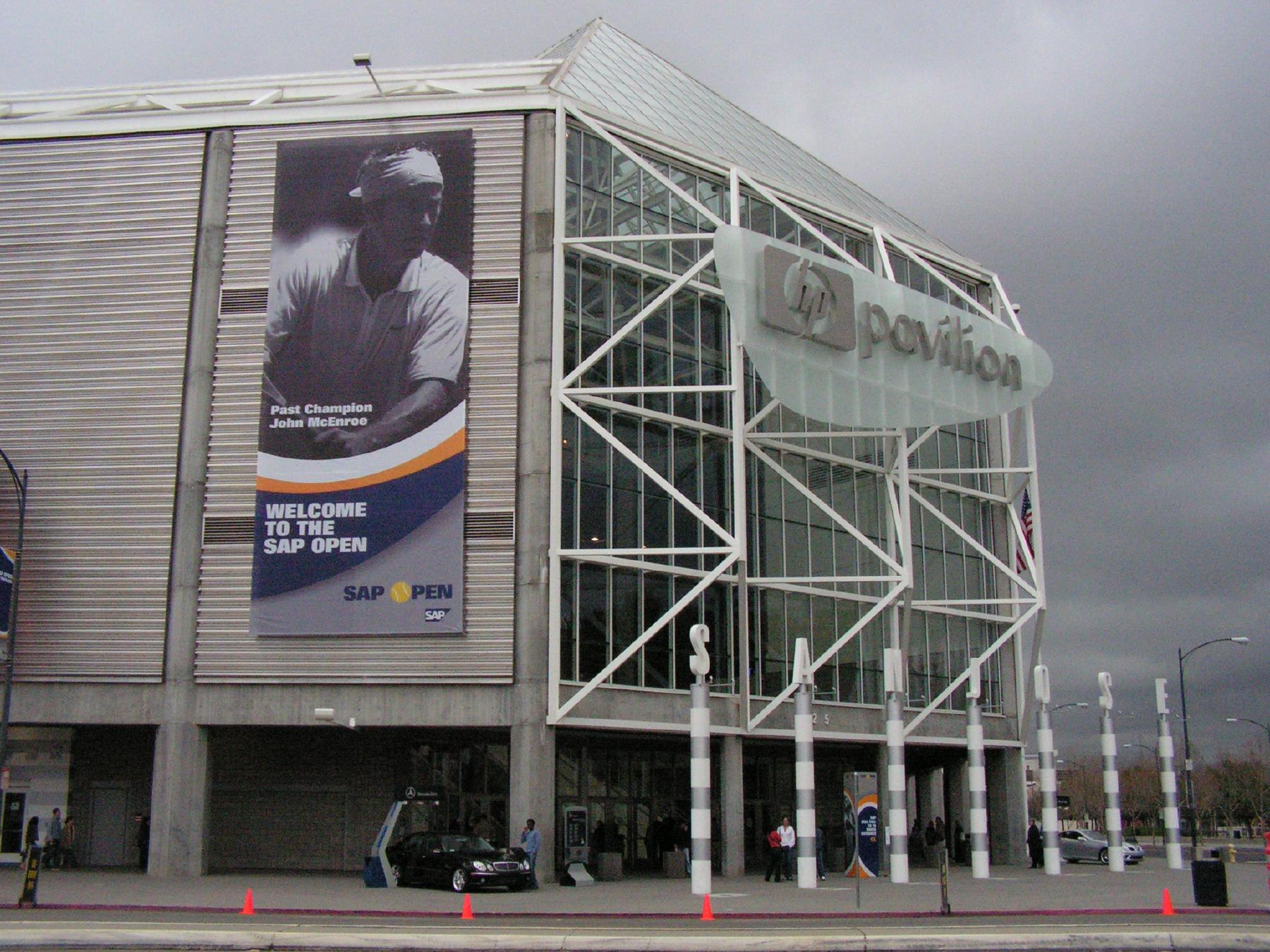
Der HP Pavilion von außen

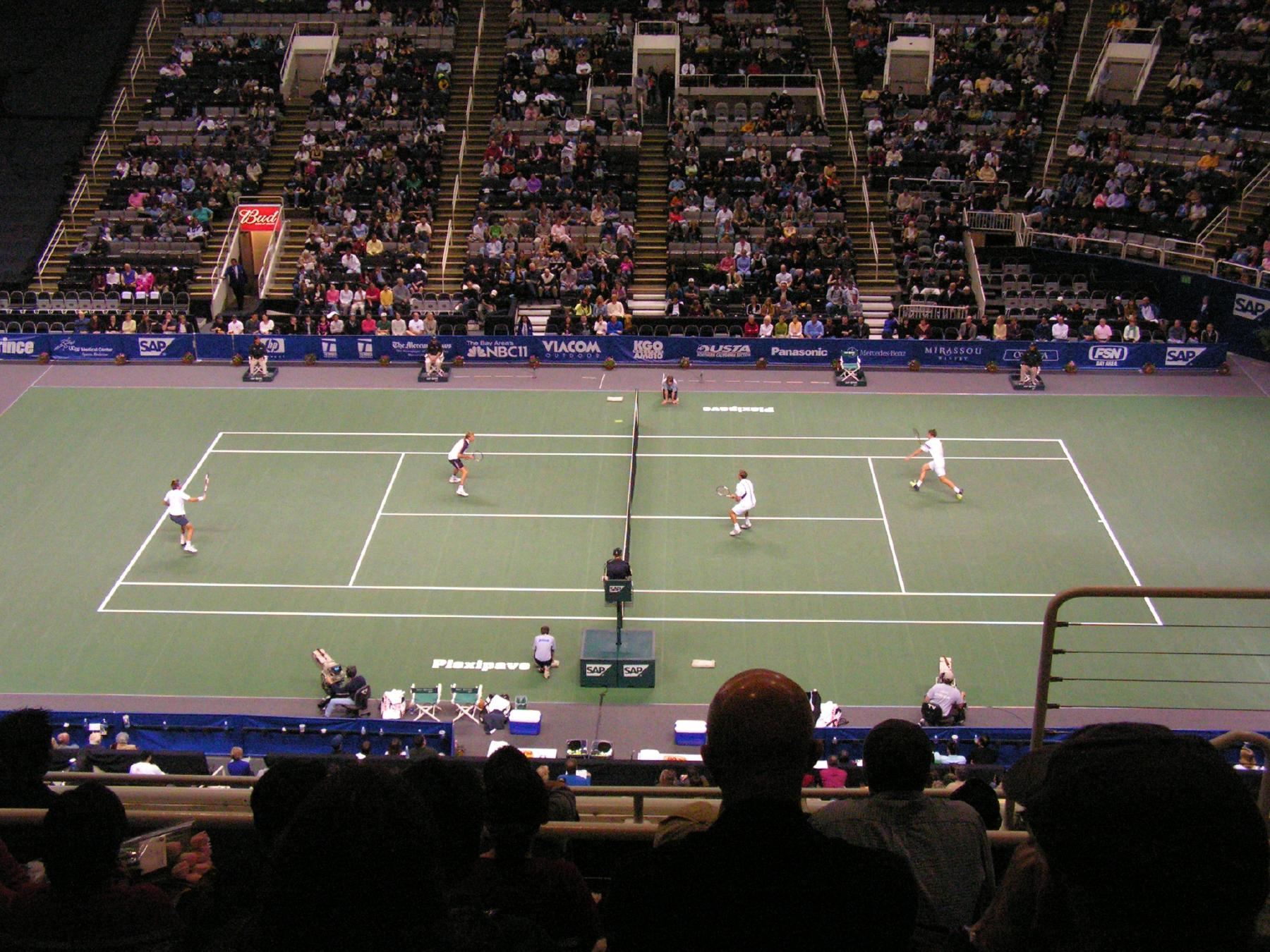
Der HP Pavilion während eines Doppels der SAP Open 2005

Das ATP-Turnier von San José (offiziell SAP Open) war ein US-amerikanisches Herren-Tennisturnier. Das auf Hartplatz im Freien gespielte Turnier wurde jährlich im Februar ausgetragen und gehörte zur ATP Tour 250, der niedrigsten Kategorie innerhalb der ATP Tour.

## Geschichte
Die erste Ausgabe des Turniers im Jahr 1889 war die Tennismeisterschaft der Pazifikküste (Pacific Coast Championships). Damit ist das Turnier das zweitälteste der USA. Im Laufe der Jahre wechselte der Austragungsort von Monterey über San Rafael, Berkeley, San Francisco und Albany schließlich nach San José (dort ab 1994). Von 1970 bis 1989 war das Turnier Teil des Grand Prix Tennis Circuit, bevor dieser ab 1990 in die ATP Tour aufging.
Austragungsstätte war das SAP Center, wo es eine Gesamtkapazität von 11.386 Plätzen für Tennismatches gibt. 2013 fand das Turnier letztmals statt. Die Rechte erwarb das ATP-Turnier in Memphis, das sie nach Rio de Janeiro verkaufte. Damit wurde eines der ältesten Turniere der Welt nach über 124 Jahren eingestellt.

## Siegerliste
Rekordsieger im Einzel sind seit Beginn der Open Era mit fünf Titeln John McEnroe und Andre Agassi. Im Doppel gewann McEnroe mit acht Titel ebenfalls am häufigsten, gefolgt von Peter Fleming mit sieben Titeln.

### Einzel
| Austragungsort | Jahr                  | Turniersieger          | Finalgegner             | Ergebnis                  |
| -------------- | --------------------- | ---------------------- | ----------------------- | ------------------------- |
| San José       | 2013                  | Milos Raonic (3)       | Tommy Haas              | 6:4, 6:3                  |
| San José       | 2012                  | Milos Raonic (2)       | Denis Istomin           | 7:63, 6:2                 |
| San José       | 2011                  | Milos Raonic (1)       | Fernando Verdasco       | 7:66, 7:65                |
| San José       | 2010                  | Fernando Verdasco      | Andy Roddick            | 3:6, 6:4, 6:4             |
| San José       | 2009                  | Radek Štěpánek         | Mardy Fish              | 3:6, 6:4, 6:2             |
| San José       | 2008                  | Andy Roddick (3)       | Radek Štěpánek          | 6:4, 7:5                  |
| San José       | 2007                  | Andy Murray (2)        | Ivo Karlović            | 6:73, 6:4, 7:62           |
| San José       | 2006                  | Andy Murray (1)        | Lleyton Hewitt          | 2:6, 6:1, 7:63            |
| San José       | 2005                  | Andy Roddick (2)       | Cyril Saulnier          | 6:0, 6:4                  |
| San José       | 2004                  | Andy Roddick (1)       | Mardy Fish              | 7:613, 6:4                |
| San José       | 2003                  | Andre Agassi (5)       | Davide Sanguinetti      | 6:3, 6:1                  |
| San José       | 2002                  | Lleyton Hewitt         | Andre Agassi            | 4:6, 7:66, 7:64           |
| San José       | 2001                  | Greg Rusedski          | Andre Agassi            | 6:3, 6:4                  |
| San José       | 2000                  | Mark Philippoussis (2) | Mikael Tillström        | 7:5, 4:6, 6:3             |
| San José       | 1999                  | Mark Philippoussis (1) | Cecil Mamiit            | 6:3, 6:2                  |
| San José       | 1998                  | Andre Agassi (4)       | Pete Sampras            | 6:2, 6:4                  |
| San José       | 1997                  | Pete Sampras (2)       | Greg Rusedski           | 3:6, 5:0 aufgg.           |
| San José       | 1996                  | Pete Sampras (1)       | Andre Agassi            | 6:2, 6:3                  |
| San José       | 1995                  | Andre Agassi (3)       | Michael Chang           | 6:2, 1:6, 6:3             |
| San José       | 1994                  | Renzo Furlan           | Michael Chang           | 3:6, 6:3, 7:5             |
| San Francisco  | 1993                  | Andre Agassi (2)       | Brad Gilbert            | 6:2, 6:74, 6:2            |
| San Francisco  | 1992                  | Michael Chang (2)      | Jim Courier             | 6:3, 6:3                  |
| San Francisco  | 1991                  | Darren Cahill          | Brad Gilbert            | 6:2, 3:6, 6:4             |
| San Francisco  | 1990                  | Andre Agassi (1)       | Todd Witsken            | 6:1, 6:3                  |
| San Francisco  | 1989                  | Brad Gilbert           | Anders Järryd           | 7:5, 6:2                  |
| San Francisco  | 1988                  | Michael Chang (1)      | Johan Kriek             | 6:2, 6:3                  |
| San Francisco  | 1987                  | Peter Lundgren         | Jim Pugh                | 6:1, 7:5                  |
| San Francisco  | 1986                  | John McEnroe (5)       | Jimmy Connors           | 7:6, 6:3                  |
| San Francisco  | 1985                  | Stefan Edberg          | Johan Kriek             | 6:4, 6:2                  |
| San Francisco  | 1984                  | John McEnroe (4)       | Brad Gilbert            | 6:4, 6:4                  |
| San Francisco  | 1983                  | Ivan Lendl             | John McEnroe            | 3:6, 7:6, 6:4             |
| San Francisco  | 1982                  | John McEnroe (3)       | Jimmy Connors           | 6:1, 6:3                  |
| San Francisco  | 1981                  | Eliot Teltscher        | Brian Teacher           | 6:3, 7:6                  |
| San Francisco  | 1980                  | Gene Mayer             | Eliot Teltscher         | 6:2, 2:6, 6:1             |
| San Francisco  | 1979                  | John McEnroe (2)       | Peter Fleming           | 4:6, 7:5, 6:2             |
| San Francisco  | 1978                  | John McEnroe (1)       | Dick Stockton           | 2:6, 7:6, 6:2             |
| San Francisco  | 1977                  | Butch Walts            | Brian Gottfried         | 4:6, 6:3, 7:5             |
| San Francisco  | 1976                  | Roscoe Tanner          | Brian Gottfried         | 4:6, 7:5, 6:1             |
| San Francisco  | 1975                  | Arthur Ashe (2)        | Guillermo Vilas         | 6:0, 7:64                 |
| San Francisco  | 1974                  | Ross Case              | Arthur Ashe             | 6:3, 5:7, 6:4             |
| San Francisco  | 1973                  | Roy Emerson            | Björn Borg              | 5:7, 6:1, 6:4             |
| Albany         | 1972                  | Jimmy Connors          | Roscoe Tanner           | 6:2, 7:6                  |
| Berkeley       | 1971                  | Rod Laver              | Ken Rosewall            | 6:4, 6:4, 7:6             |
| Berkeley       | 1970                  | Arthur Ashe (1)        | Cliff Richey            | 6:4, 6:2, 6:4             |
| Berkeley       | 1969                  | Stan Smith (2)         | Cliff Richey            | 6:2, 6:3                  |
| Berkeley       | 1968                  | Stan Smith (1)         | Jim McManus             | 10:8, 6:1, 6:1            |
| Berkeley       | 1967                  | Charlie Pasarell       | Cliff Richey            | 7:5, 8:6                  |
| Berkeley       | 1966                  | Fred Stolle            | Charlie Pasarell        | 6:4, 2:6, 6:4             |
| Berkeley       | 1965                  | Marty Riessen          | Dennis Ralston          | 5:7, 3:6, 6:1, 6:4, 8:6   |
| Berkeley       | 1964                  | Manuel Santana         | Pierre Darmon           | 4:6, 7:5, 8:6, 7:5        |
| Berkeley       | 1963                  | Rafael Osuna           | Whitney Reed            | 3:6, 6:4, 6:1, 6:1        |
| Berkeley       | 1962                  | Dennis Ralston         | Jan-Erik Lundqvist      | 3:6, 6:1, 6:3, 6:4        |
| Berkeley       | 1961                  | Antonio Palafox        | Jim McManus             | 7:5, 6:3                  |
| Berkeley       | 1960                  | Barry MacKay (2)       | Jon Douglas             | 6:3, 6:2, 6:4             |
| Berkeley       | 1959                  | Barry MacKay (1)       | Ramanathan Krishnan     | 7:5, 6:4, 1:6, 6:2        |
| Berkeley       | 1958                  | Budge Patty            | Mike Davies             | 6:4, 7:5, 13:15, 6:2      |
| Berkeley       | 1957                  | Sven Davidson          | Vic Seixas              | 7:5, 0:6, 6:1, 6:4        |
| Berkeley       | 1956                  | Ashley Cooper          | Luis Ayala              | 4:6, 6:3, 6:4, 6:4        |
| Berkeley       | 1955                  | Tony Trabert (3)       | Vic Seixas              | 4:6, 6:3, 6:4, 7:5        |
| Berkeley       | 1954                  | Tony Trabert (2)       | Vic Seixas              | 6:3, 6:4, 6:3             |
| Berkeley       | 1953                  | Tony Trabert (1)       | Vic Seixas              | 7:5, 6:3, 6:2             |
| Berkeley       | 1952                  | Dick Savitt            | Arthur Larsen           | 10:8, 6:3, 6:4            |
| Berkeley       | 1951                  | Ted Schroeder (3)      | Vic Seixas              | 6:4, 6:4, 6:2             |
| Berkeley       | 1950                  | Arthur Larsen          | Herbert Flam            | 4:6, 6:3, 6:3, 6:2        |
| Berkeley       | 1949                  | Ted Schroeder (2)      | Eric Sturgess           | 6:1, 6:3, 6:1             |
| San Francisco  | 1948                  | Ted Schroeder (1)      | Pancho Gonzales         | 6:4, 4:6, 6:3, 6:1        |
| San Francisco  | 1947                  | Jack Kramer (2)        | Tom Brown               | 6:2, 8:6                  |
| San Francisco  | 1946                  | Jack Kramer (1)        | Edward Moylan           | 7:5, 4:6, 7:5, 6:3        |
| San Francisco  | 1945                  | Tom Brown              | Harry Likas             | 6:2, 2:6, 6:3             |
| San Francisco  | 1944                  | Edwin Amark            | Morey Lewis             | 6:4, 6:4, 6:2             |
| San Francisco  | 1943                  | Jack Jossi             | Norman K. Brooks        | 6:3, 7:5, 6:0             |
| San Francisco  | 1942                  | Tom Brown              | William Canning jr.     | 4:&, 5:7, 6:1, 6:2, 6:1   |
| Berkeley       | 1941                  | Frank Kovacs           | Bobby Riggs             | 6:2, 6:2, 6:1             |
| Berkeley       | 1940                  | Bobby Riggs (2)        | Frank Kovacs            | 6:4, 2:6, 6:2             |
| Berkeley       | 1939                  | Bobby Riggs (1)        | Frank Kovacs            | 6:3, 2:6, 6:4, 2:6, 7:5   |
| Berkeley       | 1938                  | Harry Hopman           | Jack Tidball            | 5:7, 6:2, 7:5, 8:6        |
| Berkeley       | 1937                  | Don Budge (3)          | Bobby Riggs             | 4:6, 6:3, 6:2, 6:4        |
| Berkeley       | 1936                  | Don Budge (2)          | Walter Senior           | 6:1, 6:0, 6:3             |
| Berkeley       | 1935                  | Don Budge (1)          | Bobby Riggs             | 6:2, 6:0, 7:9, 6:4        |
| Berkeley       | 1934                  | Fred Perry (2)         | Don Budge               | 3:6, 6:4, 7:5, 1:6, 7:5   |
| San Francisco  | 1933                  | Keith Gledhill         | Lester Stoefen          | 3:6, 4:6, 6:4, 9:7, 6:3   |
| San Francisco  | 1932                  | Fred Perry (1)         | Henry Austin            | 3:6, 6:4, 8:6, 6:1        |
| San Francisco  | 1931                  | Ellsworth Vines        | Fred Perry              | 6:3, 21:19, 6:0           |
| Berkeley       | 1930                  | George Lott            | Keith Gledhill          | 6:3, 6:2, 6:1             |
| Berkeley       | 1928                  | Cranston Holman        | Robert Seller           | 6:3, 7:5, 3:6, 6:1        |
| Berkeley       | 1927                  | Bill Johnston (10)     | Clarence Griffin        | 6:2, 6:1, 6:3             |
| Berkeley       | 1926                  | Bill Johnston (9)      | Clarence Griffin        | 6:2, 6:1, 6:3             |
| Berkeley       | 1925                  | Bill Johnston (8)      | Clarence Griffin        | 6:2, 6:1, 6:4             |
| Berkeley       | 1924                  | Howard Kinsey (2)      | Clarence Griffin        | 2:6, 5:7, 6:2, 7:5, 6:4   |
| Berkeley       | 1923                  | Howard Kinsey (1)      | Clarence Griffin        | 6:3, 7:5, 7:5             |
| Berkeley       | 1922                  | Bill Johnston (7)      | Bill Tilden             | 7:5, 7:9, 6:1, 6:0        |
| Berkeley       | 1921                  | Bill Johnston (6)      | Roland Roberts          | 6:4, 6:3, 6:3             |
| Berkeley       | 1920                  | Willis Davis           | Clarence Griffin        | 10:8, 6:4, 2:6, 6:3       |
| Berkeley       | 1919                  | Bill Johnston (5)      | Roland Roberts          | 6:2, 6:4, 6:2             |
| Berkeley       | 1918                  | Roland Roberts         | Victor Breeden          | 6:3, 6:4, 10:8            |
| Berkeley       | 1917                  | Bill Johnston (4)      | John R. Strachan        | 6:3, 0:6, 6:1, 4:6, 6:2   |
| Berkeley       | 1916                  | Bill Johnston (3)      | Clarence Griffin        | 9:7, 7:5, 6:8, 8:6        |
| Berkeley       | 1915                  | Herbert L. Hahn        | H. Van Dyke Johns       | 6:1, 6:4, 3:6, 6:1        |
| Berkeley       | 1914                  | Bill Johnston (2)      | Elia Fottrell           | 6:4, 6:0, 6:2             |
| Berkeley       | 1913                  | Bill Johnston (1)      | John R. Strachan        | 6:1, 6:2, 3:6, 4:6, 6:4   |
| Berkeley       | 1912                  | Maurice McLoughlin (3) | Melville H. Long        | disq.                     |
| Berkeley       | 1911                  | Maurice McLoughlin (2) | Melville H. Long        | 6:4, 6:3, 6:2             |
| Berkeley       | 1910                  | Melville H. Long (3)   | George C. Janes         | 6:0, 6:3, 6:1             |
| Berkeley       | 1909                  | George C. Janes (2)    | Charles S. Rogers       | 5:7, 6:3, 6:3, 6:4        |
| Berkeley       | 1908                  | Melville H. Long (2)   | Maurice McLoughlin      | 8:10, 6:8, 6:4, 11:9, 6:0 |
| Berkeley       | 1907                  | Maurice McLoughlin (1) | Melville H. Long        | 13:11, 6:4, 5:7, 4:6, 6:4 |
| Berkeley       | 1906                  | Melville H. Long (1)   | George C. Janes         | 6:2, 7:5, 6:2             |
| Berkeley       | 1905                  | George C. Janes (1)    | Frederick Adams         | 6:0, 4:6, 5:7, 6:4, 6:3   |
| Berkeley       | 1904                  | John D. MacGavin       | Alphonzo Bell           | 6:2, 6:3, 3:6, 15:13      |
| Berkeley       | 1903                  | Alphonzo Bell          | Louis R. Freeman        | 6:3, 7:5, 11:9            |
| Berkeley       | 1902                  | Louis R. Freeman       | William Collier         | 6:4, 6:4, 6:3             |
| Berkeley       | 1901                  | George F. Whitney (4)  | Alphonzo Bell           | 4:6, 6:1, 6:2, 7:5        |
| Berkeley       | 1900                  | George F. Whitney (3)  | Sumner Hardy            | 6:2, 6:4, 6:4             |
| San Rafael     |                       |                        |                         |                           |
| 1899           | George F. Whitney (3) | Sumner Hardy           | 4:6, 6:4, 6:1, 6:4      |                           |
| 1898           | Sumner Hardy (2)      | John Holmes            | 6:3, 2:6, 7:5, 6:1      |                           |
| 1897           | George F. Whitney (1) | Samuel Hardy           | 4:6, 1:6, 6:4, 6:4, 8:6 |                           |
| 1896           | Samuel Hardy (2)      | George F. Whitney      | 6:2, 6:3, 6:2           |                           |
| 1895           | Sumner Hardy (1)      | Samuel Hardy           | 6:3, 4:6, 8:6, 6:2      |                           |
| 1894           | Samuel Hardy (1)      | Thomas A. Driscoll     | 6:0, 6:3, 6:1           |                           |
| 1893           | Thomas A. Driscoll    | Arthur Allen           | 6:3, 6:4, 6:3           |                           |
| 1892           | William H. Taylor (4) | Charles P. Hubbard     | 6:3, 6:3, 4:6, 5:7, 6:3 |                           |
| 1891           | William H. Taylor (3) | Charles P. Hubbard     | 6:2, 6:1, 5:7, 6:3      |                           |
| 1890           | William H. Taylor (2) | Charles R. Yates       | 6:4, 9:7, 6:0           |                           |
| Monterey       | 1889                  | William H. Taylor (1)  | Valentine J. Gadesden   | 6:3, 6:1, 6:2             |

### Doppel
| Austragungsort | Jahr | Turniersieger                          | Finalgegner                         | Ergebnis                |
| -------------- | ---- | -------------------------------------- | ----------------------------------- | ----------------------- |
| San José       | 2013 | Xavier Malisse (2) Frank Moser         | Lleyton Hewitt Marinko Matosevic    | 6:0, 6:75, [10:4]       |
| San José       | 2012 | Mark Knowles (2) Xavier Malisse (1)    | Kevin Anderson Frank Moser          | 6:4, 1:6, [10:5]        |
| San José       | 2011 | Scott Lipsky (2) Rajeev Ram            | Alejandro Falla Xavier Malisse      | 6:4, 4:6, [10:8]        |
| San José       | 2010 | Mardy Fish (2) Sam Querrey             | Benjamin Becker Leonardo Mayer      | 7:63, 7:5               |
| San José       | 2009 | Tommy Haas Radek Štěpánek              | Rohan Bopanna Jarkko Nieminen       | 6:2, 6:3                |
| San José       | 2008 | Scott Lipsky (1) David Martin          | Bob Bryan Mike Bryan                | 7:64, 7:5               |
| San José       | 2007 | Eric Butorac Jamie Murray              | Chris Haggard Rainer Schüttler      | 7:5, 7:66               |
| San José       | 2006 | John McEnroe (8) Jonas Björkman        | Paul Goldstein Jim Thomas           | 7:62, 4:6, [10:7]       |
| San José       | 2005 | Wayne Arthurs Paul Hanley              | Yves Allegro Michael Kohlmann       | 7:64, 6:4               |
| San José       | 2004 | James Blake Mardy Fish (1)             | Rick Leach Brian MacPhie            | 6:2, 7:5                |
| San José       | 2003 | Lee Hyung-taik Uladsimir Waltschkou    | Paul Goldstein Robert Kendrick      | 7:5, 4:6, 6:3           |
| San José       | 2002 | Wayne Black Kevin Ullyett              | John-Laffnie de Jager Robbie Koenig | 6:3, 4:6, [10:5]        |
| San José       | 2001 | Mark Knowles (1) Brian MacPhie (2)     | Jan-Michael Gambill Jonathan Stark  | 6:3, 7:64               |
| San José       | 2000 | Jan-Michael Gambill Scott Humphries    | Lucas Arnold Ker Eric Taino         | 6:1, 6:4                |
| San José       | 1999 | Todd Woodbridge (2) Mark Woodforde (3) | Aleksandar Kitinov Nenad Zimonjić   | 7:5, 6:73, 6:4          |
| San José       | 1998 | Todd Woodbridge (1) Mark Woodforde (2) | Nelson Aerts André Sá               | 6:1, 7:5                |
| San José       | 1997 | Brian MacPhie (1) Gary Muller          | Mark Knowles Daniel Nestor          | 4:6, 7:6, 7:5           |
| San José       | 1996 | Trevor Kronemann David Macpherson      | Richey Reneberg Jonathan Stark      | 6:4, 3:6, 6:3           |
| San José       | 1995 | Jim Grabb (3) Patrick McEnroe (3)      | Alex O’Brien Sandon Stolle          | 3:6, 7:5, 6:0           |
| San José       | 1994 | Rick Leach Jared Palmer                | Byron Black Jonathan Stark          | 4:6, 6:4, 6:4           |
| San Francisco  | 1993 | Scott Davis Jacco Eltingh              | Patrick McEnroe Jonathan Stark      | 6:1, 4:6, 7:5           |
| San Francisco  | 1992 | Jim Grabb (2) Richey Reneberg          | Pieter Aldrich Danie Visser         | 6:4, 7:5                |
| San Francisco  | 1991 | Wally Masur Jason Stoltenberg          | Ronnie Båthman Rikard Bergh         | 4:6, 7:6, 6:4           |
| San Francisco  | 1990 | Kelly Jones Robert Van’t Hof           | Glenn Layendecker Richey Reneberg   | 2:6, 7:6, 6:3           |
| San Francisco  | 1989 | Pieter Aldrich Danie Visser            | Paul Annacone Christo van Rensburg  | 6:4, 6:3                |
| San Francisco  | 1988 | John McEnroe (7) Mark Woodforde (1)    | Scott Davis Tim Wilkison            | 6:4, 7:6                |
| San Francisco  | 1987 | Jim Grabb (1) Patrick McEnroe (2)      | Glenn Layendecker Todd Witsken      | 6:2, 0:6, 6:4           |
| San Francisco  | 1986 | Peter Fleming (7) John McEnroe (6)     | Mike DePalmer Gary Donnelly         | 6:4, 7:6                |
| San Francisco  | 1985 | Paul Annacone Christo van Rensburg     | Brad Gilbert Sandy Mayer            | 3:6, 6:3, 6:4           |
| San Francisco  | 1984 | Peter Fleming (6) John McEnroe (5)     | Mike DePalmer Sammy Giammalva       | 6:3, 6:4                |
| San Francisco  | 1983 | Peter Fleming (5) Patrick McEnroe (1)  | Ivan Lendl Vincent Van Patten       | 6:1, 6:2                |
| San Francisco  | 1982 | Fritz Buehning Brian Teacher           | Marty Davis Chris Dunk              | 6:75, 6:2, 7:5          |
| San Francisco  | 1981 | Peter Fleming (4) John McEnroe (4)     | Mark Edmondson Sherwood Stewart     | 6:2, 6:2                |
| San Francisco  | 1980 | Peter Fleming (3) John McEnroe (3)     | Gene Mayer Sandy Mayer              | 6:4, 6:3,               |
| San Francisco  | 1979 | Peter Fleming (2) John McEnroe (2)     | Wojciech Fibak Frew McMillan        | 6:2, 6:3                |
| San Francisco  | 1978 | Peter Fleming (1) John McEnroe (1)     | Bob Lutz Stan Smith                 | 5:7, 6:4, 6:4           |
| San Francisco  | 1977 | Marty Riessen Dick Stockton (2)        | Fred McNair Sherwood Stewart        | 6:4, 1:6, 6:4           |
| San Francisco  | 1976 | Dick Stockton (1) Roscoe Tanner        | Brian Gottfried Bob Hewitt          | 6:3, 6:4                |
| San Francisco  | 1975 | Fred McNair Sherwood Stewart           | Allan Stone Kim Warwick             | 6:2, 7:63               |
| San Francisco  | 1974 | Bob Lutz (2) Stan Smith (4)            | John Alexander Syd Ball             | 7:5, 6:75, 6:4          |
| San Francisco  | 1973 | Roy Emerson (2) Stan Smith (3)         | Ove Bengtson Jim McManus            | 6:2, 6:1                |
| Albany         | 1972 | Bob Hewitt Frew McMillan               | Ove Bengtson Björn Borg             | 6:4, 6:2                |
| Berkeley       | 1971 | Roy Emerson (1) Rod Laver              | Ken Rosewall Fred Stolle            | 6:3, 6:3                |
| Berkeley       | 1970 | Bob Lutz (1) Stan Smith (2)            | Roy Barth Tom Gorman                | 6:2, 7:5, 4:6, 6:2      |
| Berkeley       | 1969 | Stan Smith (1) Thomaz Koch             | Terry Addison Ray Keldie            | 6:1, 6:3                |
| Berkeley       | 1967 | Marty Riessen Clark Graebner           | Bob Hewitt Raymond Moore            | 6:4, 12:10              |
| Berkeley       | 1963 | Rafael Osuna Antonio Palafox           | Bill Bond Tom Edlefsen              | 4:6, 6:4, 6:4, 6:4      |
| Berkeley       | 1960 | Cliff Mayne Hugh Ditzler               | Bill Crosby Whitney Reed            | 5:7, 6:4, 6:4, 6:2      |
| Berkeley       | 1959 | Noel Brown Hugh Stewart (2)            | Barry MacKay William Quillian       | 6:4, 10:8, 1:6, 7:5     |
| Berkeley       | 1957 | Kurt Nielsen Robert Howe               | Sven Davidson Luis Ayala            | 4:6, 22:20, 6:3         |
| Berkeley       | 1956 | Sidney Schwartz Hugh Stewart (1)       | Luis Ayala Ulf Schmidt              | 6:4, 3:6, 7:5           |
| Berkeley       | 1955 | Tony Trabert (2) Vic Seixas (3)        | Enrique Morea Roger Becker          | 6:3, 6:4                |
| Berkeley       | 1953 | Tony Trabert (1) Vic Seixas (2)        | Enrique Morea Hugh Stewart          | 6:4, 6:2, 6:4           |
| Berkeley       | 1952 | Dick Savitt Vic Seixas (1)             | Arthur Larsen Noel Brown            | 2:6, 6:4, 2:6, 6:2, 7:5 |
| Berkeley       | 1951 | Ted Schroeder (2) Budge Patty          | Vic Seixas Ham Richardson           | 5:7, 6:3, 6:2, 7:5      |
| Berkeley       | 1949 | Ted Schroeder (1) Eric Sturgess        | Jaroslav Drobný Vladimír Černík     | 6:3, 4:6, 7:9, 6:4      |
| San Francisco  | 1946 | Jack Kramer Robert Falkenburg          | Seymour Greenberg Lennart Bergelin  | 6:3, 6:3, 9:7           |
| San Francisco  | 1945 | Tom Brown Harry Buttimer               | Edwin Amark Myron McNamara          | 8:1, 6:3, 6:4           |
| San Francisco  | 1944 | Gerald Stratford (2) Howard Blethen    | Jack Gurley Nick Carter             | 5:7, 8:6, 6:4           |
| Berkeley       | 1938 | Harry Hopman Leonard Schwartz          | John Bromwich Adrian Quist          | 7:5, 2:6, 6:1, 6:0      |
| Berkeley       | 1936 | Don Budge (3) Henry Culley             | Wayne Sabin Elwood Cooke            | 6:4, 9:7, 6:3           |
| Berkeley       | 1935 | Don Budge (2) Morris Eugene Smith      | Wayne Sabin Howard Blethen          | 6:2, 6:3, 7:5           |
| Berkeley       | 1934 | Don Budge (1) Gene Mako                | Gerald Stratford Phil Neer          | 6:3, 8:6, 3:6, 6:1      |
| San Francisco  | 1933 | Gerald Stratford (1) Phil Neer         | Joe Coughlin Lester Stoefen         | 6:2, 6:3, 6:4           |
| San Francisco  | 1932 | Phil Neer Ed Levy                      | Jirō Satō Takao Kuwabara            | 6:1, 6:1, 0:6, 1:6, 6:3 |
| San Francisco  | 1931 | Lester Stoefen Sidney Wood             | Pat Hughes Fred Perry               | 6:4, 6:4, 6:3           |
| Berkeley       | 1930 | Wilmer Allison John Van Ryn            | Cranston Holman Gerald Stratford    | 7:5, 6:3, 6:0           |
| Berkeley       | 1924 | Howard Kinsey Clarence Griffin         | Roland Roberts Elia Fottrell        | disq.                   |